# Jerzy Zbrozek
Jerzy Zbrozek (30 de dezembro de 1902, São Petersburgo - 20 de janeiro de 1959) foi um professor universitário Russo-Polonês-Brasileiro de ética, filosofia, e direito no Brasil.

## Estudos
Jerzy Zbigniew Zbrozek nasceu em São Petersburgo no dia 30 de dezembro de 1902, filho de Adarn Zbrozek e Arma Zbrozek. Completou seus estudos primários e iniciou os secundários na Rússia, antes de se mudar e concluir seus estudos em Cracóvia, na Polônia. Formou-se em direito pela Faculdade de Poznan e em Ciências Sociais e Políticas, Fiscais, e Financeiras pela Universidade Católica de Lovaina. Ainda estudou filosofia do direito em Paris e Nancy.

## Professor
Tornou-se professor da Faculdade de Lublin e depois assistente na Universidade Católica de Lovaina, antes de emigrar ao Brasil durante a Segunda Guerra Mundial. Em 1941, tornou-se professor de direito na Pontíficia Universidade Católica do Rio de Janeiro (PUC-Rio), onde continuou dando aulas por dezoito anos, até sua morte. Era contra a Alemanha Nazista durante a guerra e dizia que "uma primeira vista mostrará imediatamente que as alianças que o Eixo dirigiu contra ele não se fizeram ao acaso... Era na invencível lógica das coisas que as filosofias pagãs da força e da raça se esbarravam no pensamento alimentado pelo Verbo cristão; que o germanismo, fundado sobre as idéias de escravização do homem, e de exterminação das nações livres, encontre diante de si o humanismo dos povos para quais a liberdade é o sangue da vida e cujas tradições são feitas do respeito à pessoa humana".  Em 1944, ajudou a lançar os Cursos de Extensão Universitária de civilização, literatura, e línguas das Nações Unidas, com o propósito de "harmonizar os nobres ideais que animam os povos dos países aliados".
No dia 18 de setembro de 1947, Zbrozek foi contratado para ser professor de ética na antiga Faculdade Nacional de Filosofia, Universidade do Brasil (hoje Universidade Federal do Rio de Janeiro; UFRJ). No dia 18 de Setembro de 1959, naturalizou-se Brasileiro e foi posteriormente agraciado com a Ordem do Cruzeiro do Sul pelos serviços prestados ao seu novo país.  Foi descrito como "acima de tudo um Professor. Vivia para o magistério. Fez de sua cátedra uma instituição. Dava a seus alunos uma espinha dorsal para o curso jurídico. A pedagogia de Zbrozek era uma tradução personalíssima do princípio de Santo Inácio; tudo para o aluno e o aluno para Deus... combatendo o positivismo jurídico, sempre ensinava que Deus era um poder acima do poder de César... apontando-lhes os grandes horizontes do espiritualismo cristão, mostrava toda riqueza do tomismo”.
Faleceu no dia 20 de janeiro de 1959 de complicações no coração.